# Astragalus podperae
Astragalus podperae är en ärtväxtart som beskrevs av Sirj. Astragalus podperae ingår i släktet vedlar, och familjen ärtväxter. Inga underarter finns listade i Catalogue of Life.